# Control gomb

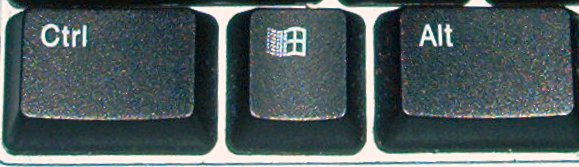
a Windows billentyű mellett

A gomb elhelyezkedés a billentyűzeten

A Ctrl vagy Control vagy Ctl gomb módosító gomb a billentyűzeten. Nagy jelentősége van. Pl.: Control+C a másolás (vágólapra). A gomb a bal és a jobb alsó sarokban van.

## Jelölések
Számos példája van a Control gomb + valami jelölésnek. Tartja lenyomva a Ctrl és a valamelyik gombot. Most a Ctrl+X-et vesszük példának.
- ^ X Hagyományos jelölés
- Cx   Emacs és Vim jelölés
- CTRL-X   Régi Microsoft jelölés
- Ctrl + X   Új Microsoft jelölés
- Ctrl / X   OpenVMS jelölés

Mac OS és a Mac OS X használata a hagyományos jelölést a menükben.

## Néhány parancs a Ctrl gomb használatával
| Gomb   | Parancs a Windows rendszerben      |
| ------ | ---------------------------------- |
| Ctrl+S | Mentés                             |
| Ctrl+P | Nyomtatás                          |
| Ctrl+A | Összes kijelölése                  |
| Ctrl+C | Kijelölt szöveg másolása           |
| Ctrl+V | Vágólapon lévő szöveg beillesztése |
| Ctrl+X | Kijelölt szöveg kivágása           |
| Ctrl+O | Megnyitás                          |
| Ctrl+W | Ablak v. lap bezárása              |